# Emmanuel Biron
Pour les articles homonymes, voir Biron.
Emmanuel Biron (né le 29 juillet 1988 à Lyon) est un athlète français, spécialiste du sprint et du saut en longueur.

## Biographie
Il termine 3e des championnats de France 2012 sur 100 mètres (en 10 s 10) derrière Christophe Lemaitre (9 s 94) et Jimmy Vicaut (10 s 05), temps qui n'est toutefois pas homologué à cause d'un trop fort vent (+2.6 m/s). La même année, il est le dernier relayeur de l'équipe de France du 4 × 100 mètres, en finale des championnats d'Europe à Helsinki, qui remporte la médaille de bronze, les autres membres du relais étant Ronald Pognon, Christophe Lemaitre et Pierre-Alexis Pessonneaux.
Finaliste sur 60 mètres lors des championnats d'Europe en salle 2013, il remporte le titre du 100 mètres lors des Jeux méditerranéens à Mersin, devant le Turc Ramil Guliyev et l'Italien Michael Tumi, portant son record personnel à 10 s 22. Toujours en 2013, il s'impose en finale des Jeux de la Francophonie, à Nice.
En 2015, lors du Meeting Areva, il établit un nouveau record personnel en 10 s 18.

## Palmarès
| Date | Compétition                       | Lieu        | Résultat | Épreuve     | Temps   |
| ---- | --------------------------------- | ----------- | -------- | ----------- | ------- |
| 2005 | Championnats du monde cadets      | Marrakech   | finale   | 110 m haies | DNF     |
| 2009 | Championnats d'Europe espoirs     | Kaunas      | 2e       | 4 × 100 m   | 39 s 26 |
| 2009 | Jeux de la Francophonie           | Beyrouth    | 7e       | 4 × 100 m   | 40 s 73 |
| 2009 | Jeux de la Francophonie           | Beyrouth    | 6e       | Longueur    | 7,33 m  |
| 2012 | Championnats du monde en salle    | Istanbul    | 6e       | 60 m        | 6 s 63  |
| 2012 | Championnats d'Europe             | Helsinki    | 3e       | 4 × 100 m   | 38 s 46 |
| 2013 | Championnats d'Europe en salle    | Göteborg    | 8e       | 60 m        | 6 s 63  |
| 2013 | Jeux méditerranéens               | Mersin      | 1er      | 100 m       | 10 s 22 |
| 2013 | Jeux de la Francophonie           | Nice        | 1er      | 100 m       | 10 s 41 |
| 2013 | Jeux de la Francophonie           | Nice        | 2e       | 4 × 100 m   | 39 s 36 |
| 2015 | Championnats d'Europe en salle    | Prague      | 7e       | 60 m        | 6 s 72  |
| 2015 | Relais mondiaux de l'IAAF         | Nassau      | 5e       | 4 × 100 m   | 38 s 81 |
| 2015 | Championnats d'Europe par équipes | Tcheboksary | 2e       | 4 x 100 m   | 38 s 34 |
| 2015 | Championnats du monde             | Pékin       | 5e       | 4 x 100 m   | 38 s 23 |

| Date | Compétition                     | Lieu              | Épreuve | Place | Temps   |
| ---- | ------------------------------- | ----------------- | ------- | ----- | ------- |
| 2012 | Championnats de France en salle | Aubière           | 60 m    | 2e    | 6 s 60  |
| 2012 | Championnats de France          | Angers            | 100 m   | 3e    | 10 s 10 |
| 2013 | Championnats de France en salle | Aubière           | 60 m    | 2e    | 6 s 63  |
| 2015 | Championnats de France          | Villeneuve-d'Ascq | 100 m   | 3e    | 10 s 20 |

## Records
| Épreuve | Performance | Lieu    | Date            |
| ------- | ----------- | ------- | --------------- |
| 60 m    | 6 s 60      | Aubière | 25 février 2012 |
| 100 m   | 10 s 17     | Monaco  | 17 juillet 2015 |